# Zionisme
Zionisme er en form for jødisk nationalisme, som tager udgangspunkt i, at det jødiske folk udgør en etnisk/national gruppe med ret til at leve i hele eller dele af det historiske landområde, som består af Judæa, Samaria, Galilæa, med hovedvægt på Jerusalem, som har været hovedstad for det jødiske land og folk siden kong Davids tid. Der fandtes dog også grene af zionismen, der blot kræver et hjemland til jøderne uafhængigt af den geografiske placering.
Grundlaget for zionismen blev skabt med Theodor Herzls bog Der Judenstaat (dansk: Jødestaten), hvis førsteudgave udkom i 1896. Herzl mente, at den eneste løsning på de øgende restriktioner mod jøder, de mange pogromer og den stigende antisemitisme var, at jøderne oprettede en selvstændig jødisk stat. Herzl var bl.a blevet påvirket af retssagen mod den uskyldige fransk-jødiske officer Alfred Dreyfus, som blev beskyldt for landsforræderi i sagen, der senere blev kendt som Dreyfus-affæren.
Den politiske zionisme fokuserede fra 1917 på at etablere en stat i det nuværende Israel. Dens første positive resultat opstod, da den engelske regering den 2. november 1917 udstedte Balfour-deklarationen. Den 14. maj 1948 blev den uafhængige stat, Israel, udråbt, hvilket markerede et afgørende skridt i zionismens politiske bestræbelser.
FN's generalforsamlings resolution 3379 blev i 1975 med stemmerne 72 for og 35 imod (32 undlod at stemme) vedtaget af FN's generalforsamling. Denne resolution sagde, at "zionisme er en form for racisme og racediskriminering". Imod denne resolution stemte hovedsageligt vestlige lande, herunder Danmark. Resolution 3379 blev senere, i 1991, tilbagekaldt med FN's generalforsamlings resolution 46/86.

## Etymologi
Etymologien af ordet Zion (Hebraisk: צִיּוֹן, transskription: Zion, Sion, Tzion, Tsion eller Tsiyyon) er usikker. I den jødiske bibel (Det Gamle Testamente) omtales Zion som et sted i Jerusalem. Ordet henviser oprindeligt til en bestemt bakke i Jerusalem – kendt som Zion-bjerget – der er beliggende syd for Moriah-bjerget (også kendt som Tempelbjerget). Navnet er refereret i Anden Samuelsbog (kapitel 5, vers 7), hvor det bl.a. står skrevet; "Men David indtog klippeborgen Zion (...)". I henhold til fortællingen i Anden Samuelsbog kapitel 5 var der således en fæstning – af samme navn – beliggende på Zion-bjerget, som i henhold til fortællingen blev erobret af Kong David. I henhold til samme fortælling blev denne fæstning efterfølgende omdøbt til Davidsbyen.
Selvom navnet kan føres tilbage til tiden inden Kong David indtog byen, står Zion som symbolet for templet i Jerusalem. Ordet bruges derfor oftest som et synonym for Jerusalem og Israels land som helhed. Efter templets ødelæggelse i år 70 drog talrige jøder stadig til Jerusalem og templets vestlige mur, som er bevaret, er stadig et symbol for zionisterne.

## Baggrund
Danskeren Holger Paulli agiterede allerede i 1600-tallet for jødisk erobring og genopbygning af Jerusalem og Judæa.
Herzl havde haft forløbere allerede i midten af det 19. århundrede, således Moses Hess med Rom und Jerusalem og Leo Pinsker med Auto-Emanzipation, men de var kun litterære forløbere for den politiske bevægelse. I Rusland opstod i 1881 en jødisk bevægelse, Zions venner (חובבי ציון), som var inspireret af Pinsker, og med den tyrkiske regerings tilladelse fik de mulighed for at etablere den første jødiske koloni i det nuværende Israel, som på det tidspunkt var en del af det tyrkiske Osmannerrige
Længslen efter det land, som jøderne var blevet drevet ud af i år 70, da Titus ødelagde templet i Jerusalem, var bevaret som en fælles erindring af symbolsk religiøs betydning i over 1.800 år. I 1896 udgav den wienske pariserkronikør, dr. Theodor Herzl, opildnet af pogromerne mod jøderne i Rusland og Dreyfus-affæren i Frankrig, "Der Judenstaat", og skabte en national og politisk bevægelse med indkaldelsen til den 1. zionistkongres i Basel i 1897 under hans ledelse. Han fremsatte her sit politiske program, det såkaldte "Baselerprogram", og skabte den zionistiske verdensorganisation
Trods lille modstand i både ortodokse og indifferente kredse vandt zionismen større og større udbredelse, hvad der tydeligt fremgik af antallet af dem, der sendte delegerede til kongresserne, af hvilke der inden 1. Verdenskrig var afholdt 11 (1., 2., 3., 5., 6., 7. og 10. i Basel, 4. i London, 8. i Haag, 9. i Hamburg og 11. i Wien).[kilde mangler]

## Etablering af den politiske zionisme
Herzl fandt fremstående medarbejdere i så godt som alle lande, blandt de mest kendte Max Nordau og Israel Zangwill, men mødte også kritik af sit pragmatiske standpunkt, fordi han ikke ville udelukke, at det jødiske "hjem" kunne placeres udenfor Palæstina. Chaim Weizmann deltog i den 2. zionistkongres i 1898 og var medvirkende til, at kongressen vedtog Palæstina som det eneste sted, hvor den jødiske stat kunne placeres. Hertzl blev også kritiseret for at negligere betydningen af den særlige jødiske kultur.
Samtidig med diplomatiske henvendelser hos de forskellige regeringer blev der arbejdet på en kolonisation i selve Palæstina, men trods løfter fra sultanens side lagde den tyrkiske administration dog hindringer i vejen for en jødisk kolonisation i større omfang i det dengang nyoprettede britiske protektorat Palæstina (nutidens Israel og Jordan), som havde været en gruppe provinser i det tyrkisk-styrede Osmanniske rige. I 1917 blev Sykes-Picot-aftalen afsløret af Sovjetunionen, og dens fastlæggelse af Palæstina som engelsk interessesfære under international kontrol vakte stor bestyrtelse blandt zionister. Inden denne aftale var iværksat, udløste forhandlinger mellem engelske diplomater og zionistiske ledere et brev, stilet til Lord Rothschild og underskrevet af den engelske udenrigsminister Arthur James Balfour. Dette dokumentet er gået over i historien som Balfour-deklarationen.

### Balfour-deklarationen
1. verdenskrig førte blandt andet til Osmannerrigets sammenbrud, og kort efter, at de Allierede var blevet herrer over det sydlige Palæstina med Jerusalem, udstedte den engelske regering den 2. november 1917 Balfour-deklarationen:
Denne deklaration fik snart tilslutning fra den franske, italienske og amerikanske regering. Dette førte til nedsættelsen af en zionistisk kommission, som skulle danne bindeleddet mellem den jødiske befolkning i Palæstina og de britiske myndigheder. Ligeledes skulle kommissionen, der fik den engelske kemiker dr. Chaim Weizmann som præsident, være rådgivende kollegium i jødiske sager.[kilde mangler]
På fredskonferencen mødtes Weizmann med tre andre af de zionistiske ledere og fremsatte det jødiske folks ønsker. Det førte til, at Folkenes øverste Råd den 24. april 1920 i San Remo bestemte, at Balfour-deklarationen skulle optages som led i fredsbetingelserne med Tyrkiet, og Storbritannien skulle overtage mandatet over Palæstina. Ratificeringen heraf fandt sted den 24. juli 1922.
Den sikkerhed, der var skabt for jødisk kolonisering fik følger: Den jødiske indvandring tog til, og i løbet af få år oprettedes koloni sig ved koloni, i de palæstinensiske områder. Hebræisk blev igen et levende sprog, og det blev undervisningssproget i skoler og højskoler og ved det jødiske universitet, som Balfour indviede den 1. april 1925.

## Ha'avara-aftalen
Den nazistiske magtovertagelse i Tyskland i 1933 blev i nogle zionistiske kredse set som en mulighed for at få en allieret i deres ønske om at fremme den jødiske udvandring til Palæstina. Allerede i august 1933 indgik den tyske regering og de tyske zionister Ha'avara-aftalen, der tillod zionister gennem HAAVARA, LTD at overføre formuer fra Tyskland til Palæstina for derved at fremme jødisk emigration fra Tyskland. HAAVARA, LTD virkede under lignende vilkår som tidligere Hanotea-kompagniet. HAAVARA, LTD krævede af immigranterne en indbetaling på mindst 1.000 pund sterling til banken. Disse penge blev efterfølgende benyttet af emigranterne til at købe tyske eksportvarer til import til Palæstina. Systemet blev benyttet af ca. 50.000 jødiske emigranter. Aftalen førte til splittelse i den internationale zionistiske bevægelse, og den zionistiske verdenskongres i 1935 tog klart afstand fra aftalen med Vladimir Jabotinsky som den stærkeste opponent.
Ha'avara-aftalen blev af det nazistiske styre betragtet som en måde at få løst "det jødiske problem" på. Lederen af Mellemøsten-divisionen i udenrigsministeriet Werner Otto von Hentig støttede politikken med at samle jøderne i Palæstina. Han mente, at hvis jøderne boede ét samlet sted, ville udenrigspolitikkens mål om at holde jøderne under kontrol blive lettere. Hitlers støtte til Ha'avara-aftalen svingede gennem 1930-erne. Oprindeligt var Adolf Hitler kritisk over for aftalen, men efter kort tid skiftede han holdning og støttede siden aktivt og uforbeholdent frem til 1939 - selv da kritik blev rejst fra anden side.

## 2. verdenskrig
Under 2. verdenskrig formulerede de zionistiske ledere en storstilet plan for en million immigranter. Disse flygtede i små både til "det forjættede land", Palæstina, og efter krigen fulgte en massiv bølge af immigranter, især overlevende fra Holocaust. Selv om dette stred mod engelsk lovgivning, forenede jødeforfølgelserne langt størstedelen af de jødiske samfund i verden i forsvaret for det zionistiske projekt.

## Udviklingen efter 2. verdenskrig
Efter 2. verdenskrig blev jøderne mødt med stor international sympati på baggrund af nazisternes forfølgelse af og drab på ca. 6 millioner jøder. Alligevel kunne emigranter ikke på lovlig vis immigrere til Palæstina, og det skabte stor international opmærksomhed, da Exodus den 11. juni 1947 sejlede fra Frankrig med 4.554 overlevende Holocaust-flygtninge med kurs mod det britiske mandatområde Palæstina. Under omfattende mediedækning blev skibet bordet af det engelske Royal Navy, og alle passagererne blev deporteret tilbage til Europa.[kilde mangler] Da Storbritannien i 1947 opgav at administrere mandatområdet efter omfattende jødiske / arabiske konfrontationer, vedtog FN en delingsplan for Palæstina, der omfattede en jødisk og en palæstinensisk stat samt et Jerusalem under international administration. De jødiske indvandrere accepterede, da 56% af området skulle tilfalde en jødisk stat. Jøderne udgjorde på det tidspunkt 33% af befolkningen og ejede 9% af jorden. Planen blev pure afvist af palæstinenserne og de arabiske stater. Da den jødiske stat, Israel, alligevel blev udråbt 14. maj 1948, dagen før mandatets udløb, førte det til væbnet konflikt. Et år senere havde den israelske hær erobret landområder, der svarer til 80% af Palæstina og staten Israel var en kendsgerning. Vestbredden og Gaza blev herefter administreret af henholdsvis Jordan og Ægypten. Under krigshandlingerne i 1948-49 blev ca. 800.000 palæstinensere fordrevet.[kilde mangler]
I Seksdageskrigen erobrede Israel hele Sinaihalvøen, Gaza og Vestbredden. Sinai blev siden leveret tilbage til Egypten ved en fredsaftale. Krigen styrkede Israels position i området og førte blandt andet til, at Israel begyndte at etablere jødiske bosættelser på de besatte områder. Disse bosættelser voksede betragtelig i løbet af de næste tiår og har flere gange blevet fordømt internationalt. Bosætttelsesaktiviteten blev særlig omfattende på Vestbredden og i Østjerusalem, men fandt også sted i Gaza. Bosættelsesbevægelsen blev i højere grad religiøst motiveret end tidligere.
Sinai-halvøen er givet tilbage til Egypten mod en fredsaftale i 1979 efter at krigen i 1973 havde vist, at besættelsen var uholdbar i længden, og den egyptiske præsident Anwar Sadat brød isen og fløj til Tel Aviv i 1977 for at møde den israelske premierminister Menachem Begin og det israelske parlament.[kilde mangler]

## Omtvistet siden 1970
I 1975 vedtog FN's generalforsamling med Resolution 3379, 72 stemmer for og 35 imod (32 undlod at stemme) at "zionisme er en form for racisme og racediskriminering", og den internationale kvindekonference i Mexico samme år krævede fjernelsen af zionismen.
Israel gjorde tilbagekaldelse af resolution 3379 til en betingelse for deltagelse i Madrid-fredskonferencen i 1991. Under pres fra præsident George H.W. Bush, vedtog FN resolution 46/86. Teksten til tilbagekaldelsen var simpelthen:
Forslaget vedtaget med 111 stemmer for og 25 imod (13 undlod at stemme).
Selv om resolutionen efter pres fra USA blev trukket tilbage i 1991, anses zionisme af mange grupper, ikke mindst i arabiske lande og blandt venstrefløjen i Europa, som racisme, selv jødiske grupper anser zionismen som racisme, bl.a. International Jewish Anti-Zionist Network (IJAN). Zionister og deres støtter påstår at antizionister er antisemitiske.
Indenfor visse kredse (særligt i USA) af den kristne kirke findes der desuden en form for religiøst betinget zionisme. Det jødiske folks ret til Palæstina hævdes på grundlag af bibelen og at staten Israel blev oprettet og jøderne vender tilbage hertil ses som opfyldelsen af nogle af profetierne omkring verdens undergang.